# Justin Grace
Justin Grace (né le 9 septembre 1970 à Calgary, au Canada) est un coureur cycliste et entraîneur sur piste néo-zélandais, d'origine canadienne.

## Biographie

### Carrière de coureur
Justin Grace a commencé le cyclisme à l'âge de 12 ans en 1983 dans son Canada natal et est finalement devenu membre de l'équipe nationale. En raison d'une maladie qui pouvait mettre ma vie en danger, il doit abandonner le cyclisme une première fois. Après avoir déménagé en Nouvelle-Zélande, il reprend le cyclisme pour son nouveau pays.
En 2003, il devient à 33 ans triple champion de Nouvelle-Zélande du keirin, de vitesse individuelle et de vitesse par équipes. Dans l'épreuve du kilomètre, il prend la troisième place. En 2004, il décroche deux médailles de bronze aux championnats d'Océanie. En 2006, il remporte de nouveau deux titres nationaux, en vitesse individuelle et par équipes, avec Neil Campbell et Andy Williams. L'année suivante, il remporte deux nouveaux titres nationaux. En 2002 et 2006, il participe aux Jeux du Commonwealth, sans obtenir de médaille.

### Carrière d'entraîneur
Après avoir pris sa retraite de coureur, il devient entraîneur de cyclisme sur piste sur les disciplines du sprint. Il entraîne l’équipe nationale néo-zélandaise pendant cinq ans entre 2008 et 2013. Ses coureurs obtiennes plusieurs médailles aux championnats du monde, mais aussi aux Jeux olympiques, avec la médaille de bronze de Simon van Velthooven sur le keirin en 2012. 
En juin 2013, il succède à Florian Rousseau en devenant le premier entraîneur non-Français à diriger l'équipe de France du sprint. En manque de résultat et en conflit avec certains coureurs, il rejoint début 2015 British Cycling parce que le travail en France pour un entraîneur « étranger » était difficile.
En novembre 2016, Grace, qui a des problèmes de foie depuis sa jeunesse, a eu une greffe d'organe. Il s'agit de la deuxième opération de Grace, après avoir été soignée pour une maladie intestinale lorsqu'il avait 20 ans. Il a participé en juillet 2017 aux British Transplant Games à Glasgow et a appelé à cet égard au don d'organes.
En 2019, il est remplacé par Kevin Stewart de son poste d'entraîneur principal du sprint britannique. Il est nommé responsable du développement des athlètes et des entraîneurs pour le futur. Il démissionne de ce poste en février 2024 pour rejoindre USA Cycling en tant qu'entraineur.

## Palmarès

### Championnats d'Océanie
- 2004
  -  Médaillé de bronze du kilomètre
  -  Médaillé de bronze de la vitesse par équipes

### Championnats de Nouvelle-Zélande
- 2003
  -  Champion de Nouvelle-Zélande du keirin
  -  Champion de Nouvelle-Zélande de vitesse
  -  Champion de Nouvelle-Zélande de vitesse par équipes (avec Neil Campbell)
  - 3e du kilomètre
- 2006
  -  Champion de Nouvelle-Zélande de vitesse
  -  Champion de Nouvelle-Zélande de vitesse par équipes (avec Neil Campbell et Andrew Williams)
- 2007
  -  Champion de Nouvelle-Zélande du kilomètre
  -  Champion de Nouvelle-Zélande de vitesse
  - 2e de la vitesse par équipes